# 조반니 트라파토니
조반니 트라파토니(이탈리아어: Giovanni Trapattoni, 1939년 3월 17일, 롬바르디아 주 쿠자노 밀라니노 ~ )는 "트랍" (Trap) 혹은 "일 트랍" (Il Trap)으로 불리는 이탈리아의 전 축구 선수이자 축구 감독으로, 세리에 A 역사상 가장 성공적인 클럽 축구 감독으로 손꼽힌다. 그는 1962년 FIFA 월드컵 당시 이탈리아 축구 국가대표팀의 일원으로 참여한 전적이 있다.
트라파토니는 2008년부터 2013년까지 아일랜드 축구 국가대표팀의 감독이었다. 그는 당시 아일랜드를 이끌고 2010년 FIFA 월드컵 본선행을 프랑스의 티에리 앙리가 일으킨 논란의 신의 손 사건으로 아깝게 놓친 뒤, UEFA 유로 2012 본선행을 플레이오프를 거쳐 성공하였다. 트라파토니는 2002년 FIFA 월드컵 당시 이탈리아 축구 국가대표팀의 감독이었으나 대한민국과의 16강에서 지나치게 수비적인 경기를 펼치다 탈락하였고, UEFA 유로 2004에서도 조별 예선에서 조기 탈락하였다. 그는 유럽의 주요 클럽을 돌면서 모든 UEFA 클럽대항전과 인터콘티넨털컵 우승을 경험한 유일한 감독이다. 그는 2차례 유벤투스 FC의 감독을 맡으면서 이 업적을 달성하였다.
오스트리아의 에른스트 하펠과 더불어 축구 역사상 가장 성공적인 감독 중 하나로, 리그 타이틀을 4개국 (이탈리아, 독일, 포르투갈, 오스트리아)에서 획득한 감독이다. (10차례) 독일인 우도 라텍과 더불어, 그는 UEFA 클럽대항전 3가지를 모두 우승해본 감독이다. 또한, 그는 UEFA 클럽대항전 3가지와 세계 클럽 타이틀을 획득한 감독으로, UEFA 컵 최다 우승 감독이다. (3회)

## 선수 경력
밀라노 인근의 쿠사노 밀라니노 출신으로, 트라파토니는 1960년대와 1970년대 AC 밀란 선수로써 성공적인 시간을 보냈다. 그는 주로 수비수나 수비형 미드필더로 주로 활약하였고, 그의 역할은 조반니 로데티, 잔니 리베라와 같은 더 창의적인 선수들에게 패스하는 것이었다. 그는 이탈리아 축구 국가대표팀 일원으로 칠레에서 개최된 1962년 FIFA 월드컵에 참여하여 주로 센터백으로 활약하였다.
국가대표팀 은퇴 후, 트라파토니는 중위권팀인 바레세로 이적하였고, 그곳에서 성공적인 한 시즌을 보낸 뒤 은퇴하였고, 2년 후 감독직에 입문하였다.

## 선수 통계
| 클럽    | 클럽    | 리그 | 리그 | 컵   | 컵   | 대륙 | 대륙 | 합계 | 합계 |
| 시즌    | 클럽    | 출장 | 득점 | 출장 | 득점 | 출장 | 득점 | 출장 | 득점 |
| ------- | ------- | ---- | ---- | ---- | ---- | ---- | ---- | ---- | ---- |
| 1957-58 | AC 밀란 |      |      | 2    | 0    |      |      | 2    | 0    |
| 1958-59 | AC 밀란 | 0    | 0    |      |      |      |      |      |      |
| 1959-60 | AC 밀란 | 2    | 0    | 1    | 0    |      |      | 3    | 0    |
| 1960-61 | AC 밀란 | 30   | 1    | 1    | 0    |      |      | 31   | 1    |
| 1961-62 | AC 밀란 | 32   | 0    |      |      | 1    | 0    | 33   | 0    |
| 1962-63 | AC 밀란 | 30   | 0    | 2    | 0    | 8    | 0    | 40   | 0    |
| 1963-64 | AC 밀란 | 28   | 1    |      |      | 2    | 0    | 31   | 1    |
| 1964-65 | AC 밀란 | 30   | 0    | 1    | 0    | 1    | 0    | 32   | 0    |
| 1965-66 | AC 밀란 | 18   | 1    | 1    | 0    | 2    | 0    | 21   | 1    |
| 1966-67 | AC 밀란 | 23   | 0    | 5    | 0    |      |      | 28   | 0    |
| 1967-68 | AC 밀란 | 24   | 0    | 9    | 0    | 9    | 0    | 42   | 0    |
| 1968-69 | AC 밀란 | 22   | 0    | 5    | 0    | 5    | 0    | 32   | 0    |
| 1969-70 | AC 밀란 | 20   | 0    |      |      | 2    | 0    | 22   | 0    |
| 1970-71 | AC 밀란 | 15   | 0    | 7    | 0    |      |      | 22   | 0    |
| 1971-72 | 바레세  | 10   | 0    | 3    | 0    |      |      | 13   | 0    |

| 이탈리아 축구 국가대표팀 | 이탈리아 축구 국가대표팀 | 이탈리아 축구 국가대표팀 |
| 연도                     | 출장                     | 골                       |
| ------------------------ | ------------------------ | ------------------------ |
| 1960                     | 1                        | 0                        |
| 1961                     | 5                        | 0                        |
| 1962                     | 2                        | 0                        |
| 1963                     | 6                        | 1                        |
| 1964                     | 3                        | 0                        |

## 감독 경력
트라파토니가 처음으로 감독직을 맡은 곳은 AC 밀란의 유소년팀으로, 이후 1군의 감독 대행을 맡았다. 그는 1975년에 1군 사령탑에 정식으로 올랐다. 1976년, 그는 세리에 A의 거함 유벤투스 FC로 이적하여, UEFA 클럽대항전 3가지를 모두 우승 (유럽 기록) 하였고, 이후 FC 인테르나치오날레 밀라노로 이적하여, 역시 성공을 거두었다. 1991년, 그는 유벤투스 FC로 돌아갔고, 이후 해외 감독직도 시작하였다. 그는 1994년과 1996년에서 1998년까지 FC 바이에른 뮌헨의 감독을 두 차례 맡았다. 그는 1998년 3월 10일에 있었던 기자 회견에서의 감정 폭발로 독일 팬들에게 기억되었다. 그는 "제길, 슈트룬츠는 대체 어디있는거야?.. 내가 더 할말은 없다!" ("Was erlauben Strunz?..Ich habe fertig!")라고 하였고, 그는 팀의 태도를 비난하였다. "이 선수들은 빈 병처럼 약해 빠졌다" ("Diese Spieler waren schwach wie eine Flasche leer!")라고 발언하였다. 그는 비슷한 시기에 칼리아리 칼초, (1994-1995) ACF 피오렌티나 (1998-2000, UEFA 챔피언스리그 진출권을 획득)의 감독직을 맡기도 했다.

### 이탈리아 축구 국가대표팀
2000년 7월, 트라파토니는 디노 초프가 사임한 이후, 공석이 된 이탈리아 축구 국가대표팀 감독직을 수락하였다. 그는 2002년 FIFA 월드컵 당시 이탈리아를 이끌었다. 에콰도르를 상대로 1차전에서 완승을 거두었지만, 그 뒤의 3 경기는 좋지 않았다. 이탈리아는 크로아티아와의 2차전에서 패하였고, 멕시코와의 3차전에서는 알레산드로 델 피에로의 골로 간신히 16강에 진출하였다. 16강에서 개최국 대한민국을 상대하였는데, 논란의 판정 끝에 패하였다. 이탈리아는 1-0 리드를 잡아가며 후반 막판까지 우위를 점하였으나 경기적으로 밀린 이탈리아는 아이러니하게도 트라파토니의 전술과 크리스티안 비에리가 날린 수차례의 골찬스로 패하였다. 이 경기에서 양쪽 오심의 피해를 많이 입어 현재까지도 논란의 중심이 되고 있다. 이탈리아는 오프사이드로 골이 무효가 되었고, 대한민국은 이탈리아의 파울을 묵살당하였다. 김태영은 비에리의 팔꿈치에 찍혔으나 아무런 조치도 없었고, 프란체스코 토티는 설기현의 눈을 찔렀을 때에는 넘어갔으나, 이후 연장전에서 과도한 액션으로 판정받아 경고누적으로 퇴장을 당하였다. 결국 88분 설기현이 동점골을 넣었고, 연장전에 안정환의 골든골을 실점하여 역전패를 당하였다.
2002년 FIFA 월드컵에서 나타난 트라파토니 전술의 고질적인 문제는 UEFA 유로 2004에서 또다시 드러났다. 이탈리아는 덴마크와 스웨덴에 비겼고, 결국 세 팀이 승점 5점 동률을 이루었으나, 상대전적에서 위 두 팀에 밀리며 탈락하였다. 2004년 6월 15일, 트라파토니가 경질되고 열흘 뒤, 마르첼로 리피는 이탈리아 축구 국가대표팀의 신임 감독이 되었다.

### SL 벤피카
2004년 7월 5일, 트라파토니는 포르투갈 리그의 SL 벤피카 신임 감독이 되었고, 그는 벤피카를 11년만의 리그 우승을 이끌었고, 포르투갈 컵 준우승을 거두었다. (결승에서 비토리아 FC에 패) 그는 2004-05 시즌 이후 휴식을 위해 사임하였다.

### VfB 슈투트가르트
2005년 여름, 트라파토니는 분데스리가의 VfB 슈투트가르트와 계약하며, 독일 축구계에 7년 만에 복귀하였다. 그러나, 슈투트가르트는 20경기를 치른 후, 성적이 형편 없었다. 덴마크 국가대표 욘 달 토마손과 예스페르 그룅키에르는 트라파토니를 공격하기를 겁낸다고 비난하였다. 트라파토니는 이를 두 선수 모두 벤치로 내리며 응수하였다. 팀 내 분위기가 엉망이 되며, 트라파토니는 2006년 2월 9일, 감독이 된지 7개월 만에 "클럽의 야망을 충만하지 못한다"는 이유로 경질되었다. 그의 후임으로는 아르민 페가 되었다.

### FC 레드 불 잘츠부르크
2006년 5월, FC 레드 불 잘츠부르크는 트라파토니가 신임 감독으로, 그의 휘하에 있었던 적이 있는 로타어 마테우스를 수석코치로 임명하였다. 트라파토니는 그가 아무 계약도 하지 않았다면서 보도에 의심을 가졌다. 그러나 3일 뒤, 그와 마테우스는 공식 계약을 하였다. 2006-07 시즌을 성공적으로 보낸 뒤, 클럽의 보드는 이유 없이 마테우스를 해임하였고, 토르스텐 핑크를 새 수석코치로 임명하였다.

### 아일랜드 축구 국가대표팀

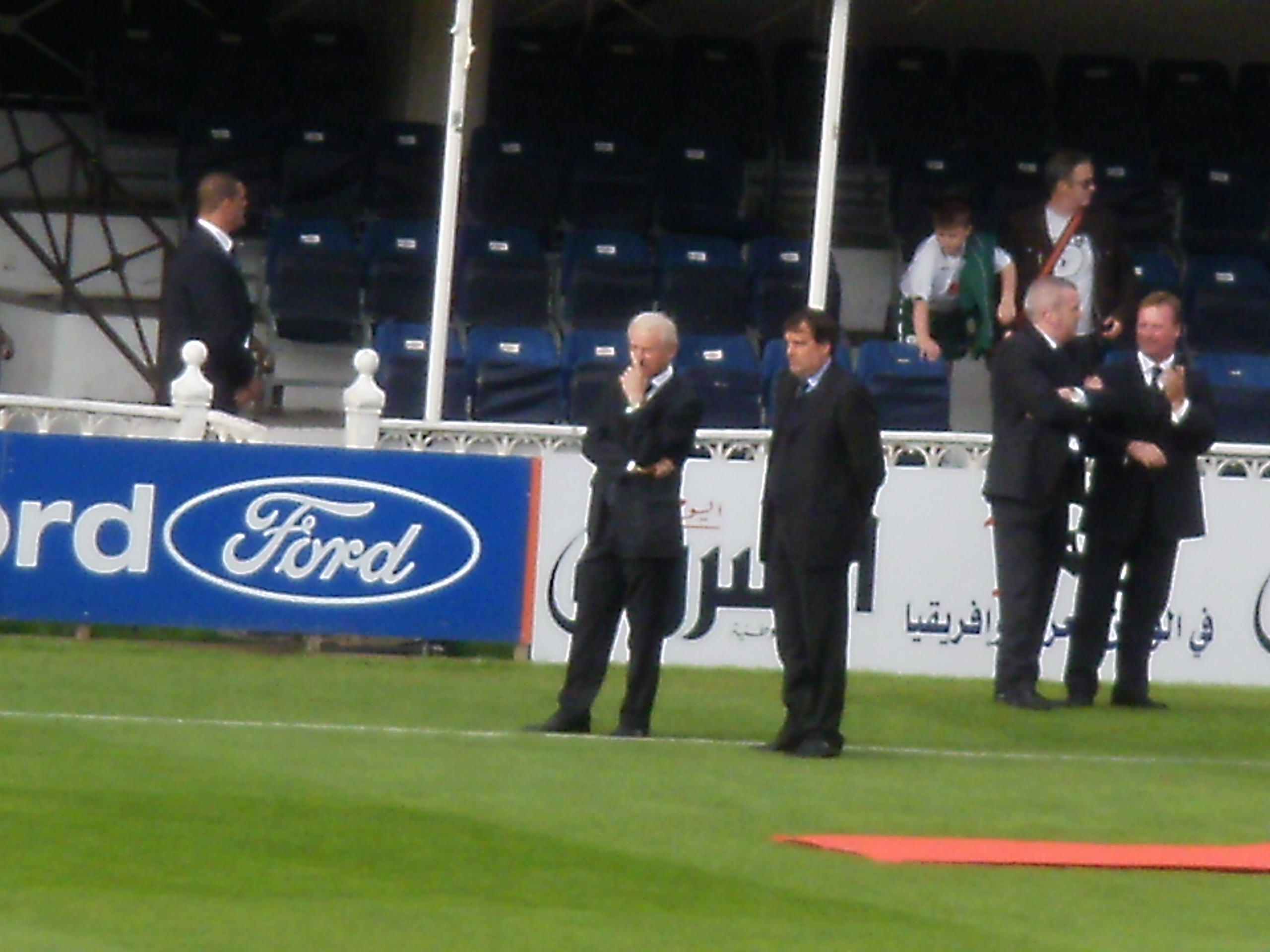
2008년 5월, 아일랜드와 세르비아간의 경기에 촬영된 트라파토니와 타르델리

2008년 2월 11일, 아일랜드 축구 협회와 국가대표팀 감독을 맡기로 "구두로" 계약하였지만, 5월 1일에 아일랜드의 감독을 맡기 전 레드 불 잘츠부르크와의 시즌을 마쳤다. 아일랜드의 전 미드필더, 리암 브래디는 트라파토니의 스태프가 되기를 기대했으며, 마르코 타르델리는 트라파토니의 수석 코치가 되었다. 트라파토니는 1980년대에 유벤투스 FC 시절 리암 브래디를 아스널 FC에서 £500,000에 영입한 적이 있다. FC 레드 불 잘츠부르크는 2008년 2월 13일에 2007-08 시즌 종료 후 트라파토니를 내 주기로 공식 합의하였다. 마누엘라 스피넬리는 이탈리아와 영어를 모두 유창히 말할 수 있고, 인터뷰에서 자주 트라파토니의 인터뷰 내용을 해석하였기 때문에, 트라파토니의 통역가로 임명되었다. 그녀는 트라파토니와 레잇 레잇 쇼 (The Late Late Show) 에 등장하기도 하였다.
트라파토니의 아일랜드 국가대표 첫 경기는 2008년 5월 24일, 세르비아와의 평가전으로, 1-1 무승부로 끝났다. 그의 2번째 경기는 5일 뒤 열린 콜롬비아와의 경기로 1-0으로 첫 승을 거두었다. 이후 노르웨이와의 평가전에서 무승부를 거두었다. 그의 첫 번째 공식 대회 승리는 조지아와의 2010년 FIFA 월드컵 예선전으로, 몬테네그로와의 무승부 이후 이루어냈다.
트라파토니는 2008년 11월 19일, 크로크 파크에서의 폴란드 평가전으로, 2-3으로 패하였다. 그는 이후 2006년 FIFA 월드컵 챔피언이자 2002년 FIFA 월드컵과 UEFA 유로 2004 시절에 이끌었던 이탈리아와의 경기에서 로비 킨의 막판 동점골로 1-1 무승부를 거두었다. 그는 월드컵 예선전을 무패로 마감하였는데, 아일랜드 사령탑으로는 세 번째였고, 이후 아일랜드는 |프랑스와의 2010년 FIFA 월드컵 유럽 지역 예선 플레이오프에 참여하였다.
2009년 9월, 그는 UEFA 유로 2012까지 아일랜드 축구 국가대표팀 감독을 맡기로 합의하였다. 2009년 11월 14일, 아일랜드는 크로크 파크에서 열린 월드컵 플레이오프 1차전에서 프랑스의 니콜라 아넬카의 결승골을 허용하면서 프랑스에 0-1로 패하였다. 2009년 11월 18일, 생드니에서 열린 2차전에서, 로비 킨의 골로 풀타임에 합계 1-1을 만들어내며 연장전으로 돌입하였다. 연장전에서 티에리 앙리는 신의 손을 써서 윌리암 갈라스에게 패스하여 골을 이끌어냈고, 아일랜드는 애석하게도 2010년 FIFA 월드컵 본선 진출에 실패하였다. 프랑스의 연장전 골에서 티에리 앙리는 윌리암 갈라스에게 어시스트 하기 직전, 2차례 핸드볼을 하였다고 밝혔다. 2011년 5월, 그는 스코틀랜드를 상대로 1-0 승리를 거두며, 첫 네이션스컵 우승을 이끌었다. 이후 그는 아일랜드의 UEFA 유로 2012 본선행을 이끌었다. 그는 유로 2012 플레이오프에서 에스토니아를 상대로 합계 5-1 승리를 이끌어냈다. 그는 또다시 아일랜드 축구 협회 (FAI) 와 2년 연장 계약을 하였다. 아일랜드는 UEFA 유로 2012 본선에서 크로아티아, 스페인, 이탈리아와의 조별 예선 경기에서 모두 패하며 탈락하였다.

## 사생활
트라파토니는 오푸스 데이의 일원이다. 그는 파올라와 결혼하여, 몇 명의 손자녀를 두고 있다.

### 건강
2010년 8월, 그는 아르헨티나전을 앞두고, 건강상의 문제로 더블린의 병원에 있었던 사실을 인정하였다. 이는 자국에서 먹은 조개를 요인 중 하나로 보았다. 트라파토니는 8월 11일, 메이터 미세리코르디에 대학 병원 (Mater Misericordiae University Hospital)에서 수술을 받았다. 그는 수술로 인해 아르헨티나전을 치루지 못하였다. 2011년 1월, 이탈리아 언론은 트라파토니가 2010년 12월 28일에 받은 수술로 집에서 뇌졸중으로부터 회복중이라고 보도하였다. 이 보도는 뇌졸중이 트라파토니의 오른쪽 몸을 마비시켰다고 하였다. FAI의 설명에 의하면, 트라파토니는 성탄절에 이탈리아에서의 수술 일정을 잡았지만, 뇌졸중을 앓고 있지는 않았다고 하였다.

## 스타일
트라파토니는 이탈리아에서 독특한 스타일로 인기를 끌었는데, 그중 하나로 기자 회견에서 말실수를 자주 하였다. 그 어록을 짚어보면 "주머니에 고양이를 잡기 전까지 고양이라고 하지 말라" ("non dire gatto se non l'hai nel sacco") 가 있다. 그와 비슷한 예로, 현지 언어 적응에도 어려움을 겪었고, 그로 인해 FC 바이에른 뮌헨에서 그다지 성공을 거두지 못하였다. 바이에른 사령탑을 맡았을 때, 그는 기자 회견에서 토마스 슈트룬츠를 비롯하여 독설을 날렸고, (슈트룬츠는 이탈리아의 욕설 얼간이 (stronzo) 와 비슷하여 오인되었다.) 많은 실수를 남발하였고, 그중 유명하게 "나는 끝났다" ("Ich habe fertig", 직역) 와 "빈병처럼 무기력하다" ("Schwach wie eine Flasche leer") 가 있다.
트라파토니는 두 손가락을 입에 넣어 그의 선수들의 관심을 끈다. 트라파토니는 2002년 FIFA 월드컵 본선 멕시코와의 조별리그 최종전에서 물을 그라운드에 뿌리고, 이탈리아는 극적으로 무승부를 거두어 16강에 진출하였는데, 이 사건은 "성수 사건"이라고 불린다.

## 수상
그는 축구 역사상 가장 성공적인 감독들 중 하나로, 트라파토니는 오스트리아의 에른스트 하펠과 더불어, 4개국 (이탈리아, 독일, 포르투갈, 오스트리아)에서 리그 우승을 거둔 유이한 감독이며, 4번째로 국제 클럽 대회 우승 경험을 가졌으며, 인터콘티넨털컵 결승을 비롯하여 (유벤투스 FC 소속으로 7번 결승에 올라 6번 우승) 8번 결승에 올라 7번 우승하여 유럽에서 2번째로 가장 성공한 감독이다. 독일의 우도 라텍과 더불어, 그는 UEFA 클럽대항전 3가지를 모두 우승한 감독이다. 또한, 그는 UEFA 클럽대항전과 월드 클럽 타이틀 4가지를 모두 보유한 유일한 감독이며, UEFA 컵 최다 우승 감독이다. (3회)

### 선수
AC 밀란
- 세리에 A: 1961-62, 1967-68
- 코파 이탈리아: 1966-67
- 유러피언 컵: 1962-63, 1968-69
- UEFA 컵 위너스컵: 1967-68
- 인터콘티넨털컵: 1969

### 감독
유벤투스 FC
- 세리에 A: 1976–77, 1977–78, 1980–81, 1981–82, 1983–84, 1985–86
- 코파 이탈리아: 1978–79, 1982–83
- 유러피언컵: 1984–85
- UEFA 컵위너스컵: 1983-84
- UEFA컵: 1976-77, 1992-93
- UEFA 슈퍼컵: 1984
- 인터콘티넨털컵: 1985

FC 인테르나치오날레 밀라노
- 세리에 A: 1988–89
- UEFA 컵: 1990-91

FC 바이에른 뮌헨
- 분데스리가: 1996–97
- DFB-포칼: 1997–98
- DFB-리가포칼: 1996–97

SL 벤피카
- 포르투갈 리그: 2004-05

FC 레드불 잘츠부르크
- 오스트리아 분데스리가: 2006–07

아일랜드 축구 국가대표팀
- 네이션스 컵: 2011

### 개인
- 유럽 축구 올해의 감독 : 1985, 1991
- 유럽 클럽 올해의 감독 : 1984–85, 1992–93
- 이탈리아 축구 명예의 전당 : 2012
- 판키나도르 : 1997
- Champions of Europe plaque: 2006
- 필립스 올해의 감독 : 2012

- Seminatore d'Oro: 1976–77, 1985

- Premio l'Allenatore dei Sogni: 1992

- AC밀란 명예의 전당

#### 선정
- ESPN 선정 역대 최고의 감독 12위 : 2013
- 프랑스풋볼 선정 역대 최고의 감독 12위 : 2019
- 월드사커 선정 역대 최고의 감독 19위 : 2013

## 감독 통계
2013년 9월 10일 기준
| 팀                         | 국가       | 취임           | 해임            | 기록 | 기록 | 기록 | 기록 | 기록     |
| 팀                         | 국가       | 취임           | 해임            | 경기 | 승   | 무   | 패   | 승률 (%) |
| -------------------------- | ---------- | -------------- | --------------- | ---- | ---- | ---- | ---- | -------- |
| AC 밀란                    | 이탈리아   | 1974년         | 1974년          | 10   | 2    | 4    | 4    | 20       |
| AC 밀란                    | 이탈리아   | 1975년         | 1976년          | 37   | 19   | 9    | 9    | 51.35    |
| 유벤투스 FC                | 이탈리아   | 1976년         | 1986년          | 300  | 163  | 97   | 40   | 54.33    |
| FC 인테르나치오날레 밀라노 | 이탈리아   | 1986년         | 1991년          | 230  | 126  | 59   | 45   | 54.78    |
| 유벤투스 FC                | 이탈리아   | 1991년         | 1994년          | 141  | 74   | 44   | 23   | 52.48    |
| FC 바이에른 뮌헨           | 독일       | 1994년         | 1995년          | 46   | 18   | 17   | 11   | 39.13    |
| 칼리아리 칼초              | 이탈리아   | 1995년         | 1996년          | 34   | 11   | 8    | 15   | 32.35    |
| FC 바이에른 뮌헨           | 독일       | 1996년         | 1998년          | 88   | 53   | 21   | 14   | 61.54    |
| ACF 피오렌티나             | 이탈리아   | 1998년         | 2000년          | 68   | 29   | 20   | 19   | 42.65    |
| 이탈리아 축구 국가대표팀   | 이탈리아   | 2000년 7월 6일 | 2004년 7월 15일 | 44   | 25   | 12   | 7    | 56.82    |
| SL 벤피카                  | 포르투갈   | 2004년 7월 5일 | 2005년 5월 31일 | 50   | 28   | 10   | 12   | 58.33    |
| VfB 슈투트가르트           | 독일       | 2005년         | 2006년          | 28   | 10   | 12   | 6    | 37.04    |
| FC 레드 불 잘츠부르크      | 오스트리아 | 2006년 5월     | 2008년 4월      | 84   | 46   | 19   | 19   | 54.76    |
| 아일랜드 축구 국가대표팀   | 아일랜드   | 2008년 5월     | 2013년 9월      | 64   | 26   | 22   | 16   | 40.63    |

## 같이 보기
- UEFA 챔피언스리그 우승 감독 목록